# Limnophora scrupulosa
Limnophora scrupulosa är en tvåvingeart som först beskrevs av Zetterstedt 1845.  Limnophora scrupulosa ingår i släktet Limnophora och familjen husflugor. Arten är reproducerande i Sverige. Inga underarter finns listade i Catalogue of Life.